# Tadija Mirić
Tadija Mirić (* 21. August 1984 in Zagreb) ist ein kroatischer Eishockeyspieler, der seit 2018 beim KHL Mladost Zagreb unter Vertrag steht und in der International Hockey League und der kroatischen Eishockeyliga spielt.

## Karriere

### Clubs
Tadija Mirić begann seine Karriere als Eishockeyspieler beim KHL Zagreb in seiner Heimatstadt, für den er bis 2009 in der kroatischen Eishockeyliga und 2005/06 auch in der slowenischen Liga, spielte. Als 2009 zwei kroatische Teams in die neugebildete slowenisch dominierte Slohokej Liga aufgenommen wurden, nutzte er die Chance und wechselte zum KHL Mladost Zagreb, mit dem er in der ersten Saison dort allerdings lediglich den letzten Platz belegte. In der Folgesaison wurde er in der gemeinsamen Slohokej-Liga-Mannschaft der drei Zagreber Klubs, dem Team Zagreb, nicht eingesetzt. Erst nach Auflösung des Team Zagreb spielte er 2011/12 mit Mladost wieder in der Slohokej Liga und belegte dort den fünften Platz. Parallel zu den Einsätzen in der Slohokej Liga und auch nach Auflösung derselben 2012 steht Mirić für Mladost auch in der kroatischen Liga auf dem Eis. In der Spielzeit 2013/14 trug er als Topscorer der Liga entscheidend dazu bei, dass Mladost die Hauptrunde gewann. Das Playoff-Finale ging jedoch gegen die zweite Mannschaft des KHL Medveščak Zagreb verloren, der sich für die Playoffs mit Spielern aus dem eigenen KHL-Team verstärkt hatte. Auch 2016 war er erneut Topscorer und zudem wertvollster Spieler der Hauptrunde, verlor aber mit Mladost erneut das Playoff-Finale gegen die in den Playoffs mit ihren KHL-Spielern verstärkte Mannschaft von Medveščak.
In der Saison 2017/18 spielte er für den KHL Medveščak Zagreb in der International Hockey League, die die Mannschaft gewinnen konnte, wozu er als Topscorer und bester Vorbereiter in den Playoffs maßgeblich beitrug. 2018 kehrte er zum KHL Mladost zurück, mit dem er 2021 kroatischer Meister wurde.  Während der Saison 2018/19 absolvierte er leihweise einige Spiele für Medveščak  in der Österreichischen Eishockeyliga.

### International
Sein Debüt für Kroatien gab Mirić bei der Weltmeisterschaft 2012 in der Division II. Auch 2013 stand er im Kader der Kroaten und stieg mit seiner Mannschaft durch einen Sieg beim Turnier in seiner Heimatstadt Zagreb in die Division I auf, in der er dann bei den Weltmeisterschaften 2014, 2015, 2016 und 2017 spielte. Nachdem die Kroaten 2018 ohne Mirić aus der Division I abgestiegen waren, spielte er bei der Weltmeisterschaft 2019 wieder in der Division II. Zudem vertrat er seine Farben bei den Qualifikationsturnieren für die Olympischen Winterspiele 2014 in Sotschi, 2018 in Pyeongchang und 2022 in Peking.

## Erfolge und Auszeichnungen
- 2013 Aufstieg in die Division I, Gruppe B, bei der Weltmeisterschaft der Division II, Gruppe A
- 2014 Topscorer der kroatischen Eishockeyliga
- 2016 Topscorer und wertvollster Spieler der kroatischen Eishockeyliga
- 2018 Gewinn der International Hockey League mit dem KHL Medveščak Zagreb
- 2021 Kroatischer Meister mit dem KHL Mladost Zagreb

## Slohokej-Statistik
(Stand: Ende der Saison 2011/12)